# Origami modulare

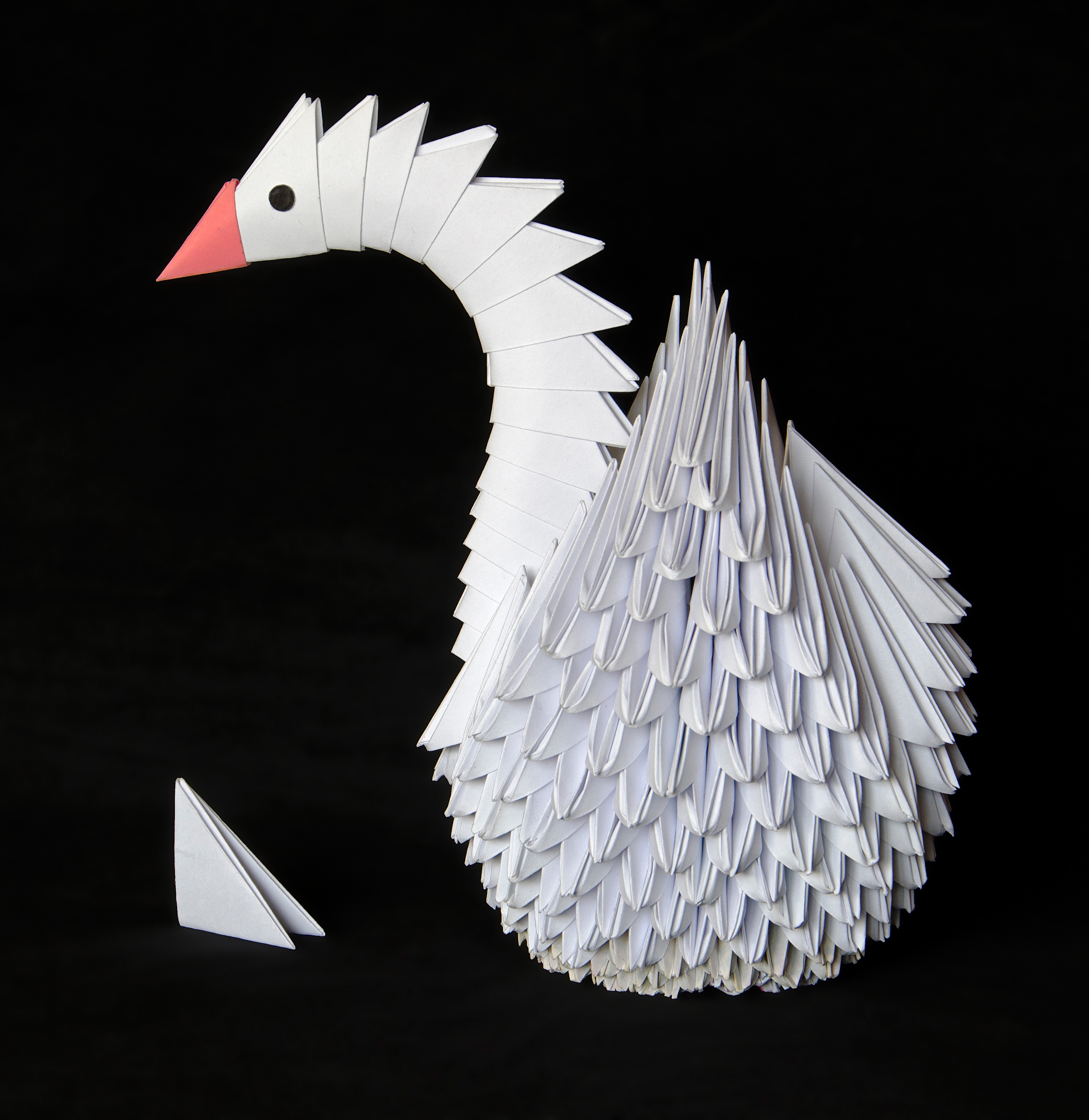
Un origami modulare.

L'origami modulare è una tecnica origami che fa uso di più fogli di carta per realizzare una struttura più grande e complessa di quella che sarebbe possibile ottenere utilizzando le tecniche origami a foglio singolo.
Ciascun foglio di carta viene piegato in un modulo, successivamente i moduli vengono assemblati in una figura composta piatta o tridimensionale utilizzando apposite "alette" e "tasche" formate durante il procedimento di piegatura. Questi collegamenti creano una tensione tra i fogli e una aderenza che tiene insieme il modello senza l'utilizzo di colla o altri materiali.

## Definizioni e restrizioni
L'origami modulare può essere considerato come un insieme di più origami e pertanto si applicano le regole tradizionali dell'origami, sebbene venga temporaneamente ignorata la restrizione del singolo foglio di carta. 
L'uso di colla, fili o altri sistemi di supporto che non facciano parte del foglio di carta non sono comunemente accettati nell'origami modulare.

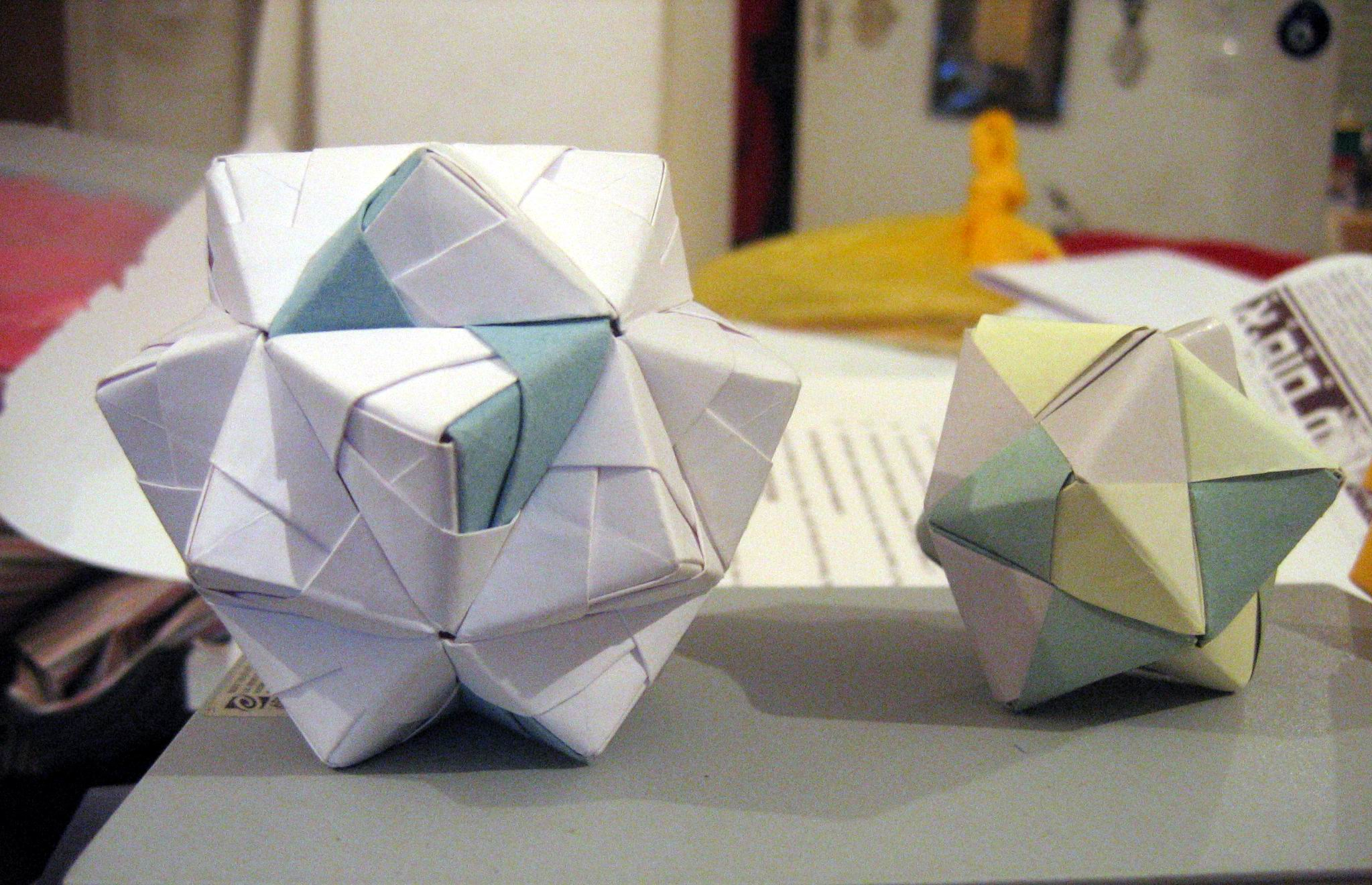
Esempio di origami modulare realizzato con il cosiddetto modulo Sonobe

L'elemento che caratterizza i modelli modulari è l'utilizzo di uno o più insiemi di moduli identici. A volte, fraintendendo il significato, vengono indicati come modulari tutti i modelli origami realizzati con più fogli.
Nell'origami modulare si possono utilizzare diversi tipi di modulo ma generalmente è disapprovato qualunque utilizzo diverso dai connettori.
Un origami modulare può essere piatto o tridimensionale. Le forme piatte sono di solito poligoni, a volte indicati col nome di sottobicchiere (coaster), stella, rotore (rotor) o anello.
Le forme tridimensionali tendono ad essere poliedri o tassellazioni di semplici poliedri.
Alcuni origami modulari sono realizzati con tecnica frattale, come la spugna di Menger, che può essere solamente approssimata con l'origami.

## Storia
La prima evidenza storica di un modello origami modulare la troviamo in un libro giapponese di Hayato Ohoka pubblicato nel 1734 con il titolo Ranma Zushiki. Vi si trova una stampa che mostra un gruppo di modelli tradizionali, uno dei quali è un cubo modulare.
Il cubo è rappresentato due volte (da due punti di vista leggermente diversi) ed è indicato nel testo come 'tematebako' o 'forziere magico del tesoro'.

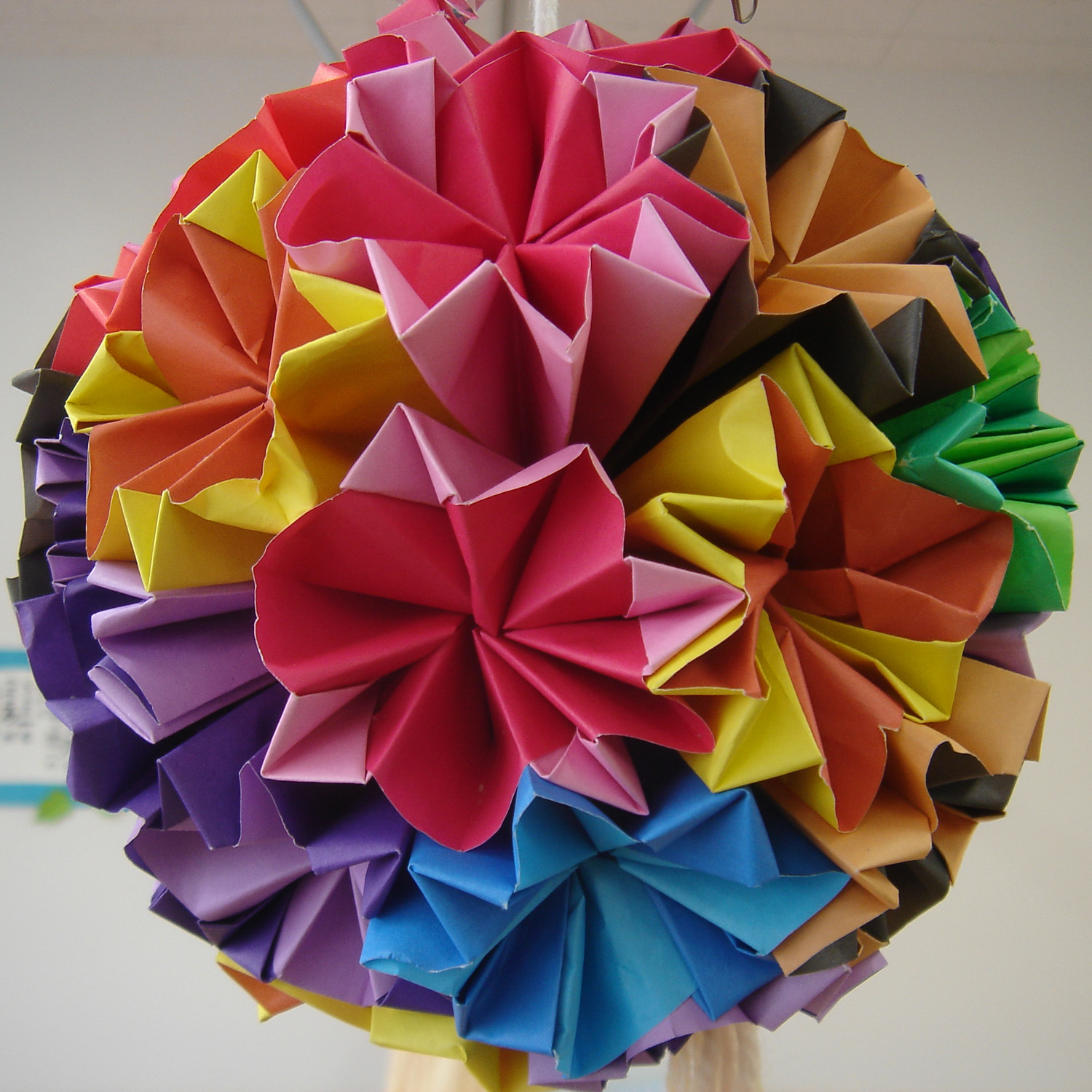
Un Kusudama, modello tradizionale giapponese precursore dell'origami modulare.

Nel libro di Isao Honda 'World of Origami' si trova quello che sembra essere lo stesso modello, indicato come 'Scatola cubica'. I sei moduli richiesti per la realizzazione sono ottenuti dal procedimento di piegatura tradizionale giapponese noto comunemente come Menko. Ciascun modulo forma una faccia del cubo.
Esistono altri diversi tipi di origami modulari che appartengono alla tradizione giapponese, incluse le sfere di fiori di carta piegati note col nome di kusudama o sfere medicinali. 
Questi modelli non sono incastrati tra loro e vengono comunemente uniti con filo o colla. Il termine kusudama viene usato a volte in maniera impropria per descrivere qualunque struttura origami modulare tridimensionale che ricordi una sfera.
Qualche altro esempio di origami modulare lo troviamo anche nella tradizione cinese, di cui ricordiamo la Pagoda (di Maying Soong) e il Fior di Loto creato con Joss paper (fogli di carta usati in alcune cerimonie tradizionali cinesi).
I modelli dell'origami tradizionale utilizzano comunque sempre un foglio singolo e le possibilità dell'origami modulare non sono state esplorate sino agli anni '60, quando la tecnica è stata re-inventata da Robert Neale negli Stati Uniti e più tardi da Mitsonobu Sonobe in Giappone. Da quando la tecnica dell'origami modulare è diventata popolare ed è stata ampiamente sviluppata sono disponibili i diagrammi di migliaia di modelli originali.

## Tipi di origami modulare
L'origami Macro-modulare è una forma di origami modulare in cui il modello risultante viene utilizzato come elemento per creare strutture più grandi.